# Karl Zanon

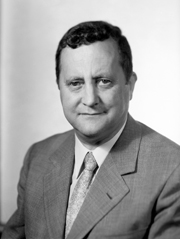
Karl Zanon

Karl Zanon (* 24. Juli 1920 in Meran; † 14. Jänner 1992) war ein Südtiroler Agronom und Politiker.
Zanon stand als Präsident der Berufskammer der Agronomen und Forstwirte in Südtirol vor. Zudem war er Mitglied der Verwaltungsräte der Bank Mediocredito und des Elektrizitätsunternehmens Etschwerke. Von 1972 bis 1976 hatte er als Senator der Südtiroler Volkspartei ein Mandat im italienischen Parlament inne (gewählt im Wahlkreis Brixen). An der Universität Innsbruck unterrichtete er als Dozent und Professor.